# Jaimito contra todos
Jaimito contra todos (en italiano: Pierino contro tutti) es una película cómica italiana de 1981 dirigida por Marino Girolami. 
El personaje principal de la película es Pierino, una variación italiana de Jaimito. La película fue un gran éxito en la taquilla italiana y generó una breve serie de secuelas (en la mayor parte secuelas no oficiales) que incluyen una versión femenina de Pierino, así como un subgénero de corta duración de películas de bromas en las que la trama consiste básicamente en una sucesión de situaciones cómicas colocadas una tras otra.

## Sinopsis
Jaimito es un niño travieso de 30 años que vestido con bombachos, calcetines cortos, una chaqueta marinera y una gorra con una borla, acude todos los días a la escuela provocando las más disparatadas situaciones. Más que el colegio, lo que le gusta es la maestra substituta por lo que ingeniará un intrincado plan para mantener a la titular en el hospital. La substituta se siente atraída por el profesor de educación física por lo que éste se convierte en la nueva víctima de las gamberradas de Jaimito.

## Reparto
- Alvaro Vitali: Jaimito (Pierino)
- Michela Miti: Substituta
- Sophia Lombardo: Maestra Mazzacurati
- Michele Gammino: Maestro Celani
- Enzo Liberti: Padre de Jaimito
- Riccardo Billi: Abuela de Jaimito
- Deddi Savagnone: Madre de Jaimito
- Cristina Moffa: Sabrina, hermana de Jaimito
- Marisa Merlini: Adivina
- Enzo Garinei:  Cliente de ferretería